# Bidens amplissima
Espèce
Classification phylogénétique
Bidens amplissima est une espèce de plante à fleurs de la famille des Asteraceae.